# Meerwijk
Meerwijk est un hameau situé dans la commune néerlandaise de Bois-le-Duc, dans la province du Brabant-Septentrional.
Avant 1971, Meerwijk faisait partie de la commune d'Empel en Meerwijk.